# Audi A6 C9
L'Audi A6 C9 è la sesta generazione dell'Audi A6, un'autovettura di segmento E prodotta dalla casa automobilistica tedesca Audi a partire dal 2025.

## Il contesto
La presentazione globale ha avuto luogo il 4 marzo 2025 e ha sancito il definitivo ritorno alla storica nomenclatura da parte di Audi, che l'anno precedente aveva presentato l'erede dell'A4 B9 ridenominandola A5, osservando una strategia che prevedeva di contraddistinguere le vetture endotermiche da quelle elettriche mediante l'adozione delle cifre dispari, riservando quelle pari per queste ultime. 
Durante l'evento di lancio è stata mostrata solo la versione con carrozzeria station wagon, chiamata come di consueto Avant, mentre la variante berlina viene svelata il successivo 15 aprile.

## Estetica
La nuova A6 si presenta con linee ancora più tese rispetto a quelle del modello uscente; nel frontale il logo Audi è stato ricollocato sulla sommità del single frame, adattandosi al nuovo corso stilistico della casa, mentre in coda sono da evidenziare i nuovi gruppi ottici sdoppiati, costituiti da due elementi OLED e da una terza fascia a tutta larghezza, e gli scarichi, ora funzionali e non più elemento estetico come nella precedente generazione.
Particolarmente curata l'aerodinamica, con un Cx di 0,23 per la berlina, il valore più basso registrato da un'Audi endotermica.

## Meccanica ed elettronica
L'A6 di sesta generazione "poggia" sulla recente Premium Platform Combustion, che può essere considerata come un'ulteriore evoluzione della MLB EVO B; presenta dunque il motore disposto longitudinalmente a sbalzo rispetto l'asse anteriore, il cambio in blocco e la trazione anteriore, con la facoltà della trazione integrale in opzione. Quest'ultima è del tipo quattro ultra, per la prima volta su tutta la gamma, un'integrale quindi on demand, con frizione a dischi multipli a bagno d'olio posizionata a monte dell'albero di trasmissione e un differenziale posteriore libero elettronicamente scollegabile. 
Presente anche l'inedita architettura software end-to-end Audi E³ 1.2 sviluppata insieme alla sussidiaria di VW Group CARIAD, comprendente cinque computer ad alte prestazioni in grado di coprire ogni funzione del veicolo, fra cui il nuovo sistema Audi mHEV+, nella fattispecie un sistema ibrido leggero a 48V presente su tutte le versioni della nuova A6 e costituito da un modulo generatore posto a valle del cambio (S tronic con frizioni lubrificate), che include un motore elettrico da circa 18 kW (24 CV) e 230 Nm e una frizione per accoppiarlo e disaccoppiarlo dalla trasmissione. La sua funzione è di trazione ai bassi carichi (momenti in cui il motore a combustione viene spento per aumentare l'efficienza, per poi essere riavviato mediante un motogeneratore collegato all'albero di trasmissione tramite cinghia) e di supporto a quelli medio-alti, mentre in rilascio recupera energia da immagazzinare della batteria di trazione da 1,7 kWh posizionata nel bagagliaio e dotata di un impianto di raffreddamento dedicato.
In attesa delle varianti plug-in e-hybrid, al lancio la gamma si articola su due motori a benzina e uno a gasolio.

## Motorizzazioni
| Modello            | Motore             | Tipo motore                                             | Cilindrata (cm³)   | Alimentazione                                   | Potenza kW (CV)/rpm | Coppia Nm/rpm      | Trazione           | Cambio/ Nº rapporti                     | Massa a vuoto (kg)         | Velocità max             | Acceler. 0–100 km/h     | Consumo (l/100 km)             | Emissioni CO2 (g/km)             | Anni di produzione |
| Versioni a benzina | Versioni a benzina | Versioni a benzina                                      | Versioni a benzina | Versioni a benzina                              | Versioni a benzina  | Versioni a benzina | Versioni a benzina | Versioni a benzina                      | Versioni a benzina         | Versioni a benzina       | Versioni a benzina      | Versioni a benzina             | Versioni a benzina               | Versioni a benzina |
| ------------------ | ------------------ | ------------------------------------------------------- | ------------------ | ----------------------------------------------- | ------------------- | ------------------ | ------------------ | --------------------------------------- | -------------------------- | ------------------------ | ----------------------- | ------------------------------ | -------------------------------- | ------------------ |
| 2.0 TFSI           | EA888 EVO5         | Motore in linea 4 cilindri 16 valvole + elettrico 48 V  | 1984               | Iniezione diretta, turbocompressore VGT         | 150 (204)/4300-6300 | 340/2000-4000      | Anteriore          | Automatico a doppia frizione 7 rapporti | 1865                       | 240                      | 8"3                     | 7,1-8,0                        | 161-181                          | dal 03/2025        |
| 3.0 TFSI           | EA839              | Motore a V 6 cilindri a 90° 24 valvole + elettrico 48 V | 2995               | Iniezione diretta, turbocompressore VGT         | 270 (367)/5500-6300 | 550/1700-4000      | Integrale          | Automatico a doppia frizione 7 rapporti | 2075                       | 250                      | 4"7                     | 6,9-7,8                        | 156-177                          | dal 03/2025        |
| Versioni diesel    |                    |                                                         |                    |                                                 |                     |                    |                    |                                         |                            |                          |                         |                                |                                  |                    |
| 2.0 TDI            | EA288 EVO          | Motore in linea 4 cilindri 16 valvole + elettrico 48 V  | 1968               | Iniezione diretta common rail, turbocompressore | 150 (204)/3800-4200 | 400/1750-3250      | Anteriore          | Automatico a doppia frizione 7 rapporti | 2005 (quattro ultra: 2075) | 241 (quattro ultra: 238) | 7"9 (quattro ultra: 7") | 5-5,7 (quattro ultra: 5,1-5,9) | 130-148 (quattro ultra: 135-154) | dal 03/2025        |